# 하얀거탑 (2007년 드라마)
《하얀거탑》은 2007년 1월 6일부터 2007년 3월 11일까지 방영된 문화방송의 주말 특별기획 드라마이다. 야마사키 도요코의 동명 소설을 원작으로 극화한 국내 제작 드라마이므로, 대학 병원을 배경으로 권력에 대한 야망을 가진 천재 의사 장준혁의 끝없는 질주와 종말을 그리고 있다.
11년 만에 다시 UHD로 리마스터링되어 2018년 1월 22일부터 3월 15일까지 주중 미니시리즈 방송이 시작될 때까지 매주 월요일부터 목요일까지 오후 10시에 재방송되었으며, 평창 2018년 동계 올림픽 등으로 인해 방송 시간은 유동적으로 조정되었다.

## 방송 시간
| 방송 채널 | 방송 기간                         | 방송 시간                             | 비고       |
| MBC TV    |                                   |                                       |            |
| --------- | --------------------------------- | ------------------------------------- | ---------- |
| MBC TV    | 2007년 1월 6일 ~ 2007년 3월 11일  | 매주 토요일, 일요일 밤 9:40           | 정규 방송  |
| MBC TV    | 2018년 1월 22일 ~ 2018년 3월 15일 | 매주 월요일 ~ 목요일 밤 10:00 ~ 11:10 | UHD 재방송 |

## 등장 인물

### 주요 인물
- 김명민 : 장준혁 교수 역 (원작 자이젠 고로) - 명인대학교병원 일반외과 부교수 → 정교수 (과장)

홀어머니 밑에서 가난하게 자라 외과 부교수가 된 입지전적인 인물로, '외과수술의 천재', '장준혁 외과' 등의 별명으로 불린다. 출세욕이 크지만 최도영처럼 무작정 환자 중심적인 의료행위를 하기보다는, 일단 높은 자리에 올라야 자신의 뜻을 관철시켜 결국 원하는 바 대로 할 수 있다고 믿고 있으며, 곧이곧대로 하기보다는 융통성 있게 일을 처리하려고 한다. 하지만 독선적이고 자신은 완벽하다고 믿기 때문에 나중에 명확한 의료사고가 발생하게 된다. 재판에서 패소하였지만, 죽으면서도 유서와 함께 상고사유서를 작성할 만큼 본인에 대한 믿음이 투철하다. 병에 걸린 후 자신에 대한 진단을 정확히 내릴 정도로 실력이 있기도 하다. 후반부에 담관암에 걸렸을 때 자신의 치료를 이주완에게 부탁하는 것을 봐서, 상황이 여의치 않아서 적이 되었을 뿐 스승을 존경하는 마음은 변치 않은 것 같다. 유언으로 자신의 병이 독특한 사례라고 판단하여 의학 연구용으로 시신을 기증하고, 스승인 오경환에게 해부를 부탁한다.
- 이선균 : 최도영 역 (원작 사토미 슈지) - 명인대학교병원 소화기내과 부교수

장준혁의 대학동기로, 장준혁과는 달리 형제가 모두 의사다. 신중한 성격으로 환자 중심의 의료활동을 하고 있으며, 이상적인 의사를 대표하는 인물로, 장준혁과 더불어 스승인 오경환에게 인정받는 의사이다. 권력욕도 없고 부정한 행위는 전혀 하지 않기 때문에 그리 풍족한 삶을 살지는 않는다. 하지만 자신의 모든 것을 이해해주는 부인의 내조가 있어서 자신의 소신껏 행동하고 있다. 결국 장준혁의 의료과실 재판에 소신껏 원고측(피해자측) 증인으로 출정하여 병원에서 쫓겨나 작은 연구소에서 일하게 된다.
- 차인표 : 노민국 역 - 존스 홉킨스 대학교 외과교수 (특별출연)

이주완과 같은 제중대학교 의과대학 출신으로 외과과장 선거에서 장준혁과 경쟁관계가 된다. 선보는 것이나 다름없는 상황에서 이윤진이 대한민국의 선택진료제도의 문제점을 이야기하자 관심있게 듣는 등 최도영과는 또 다른 이상적 의사의 유형이지만 승부욕도 있다. 외과과장 선거에서 떨어진 뒤 다시 미국으로 돌아간다.
- 송선미 : 이윤진 역 (원작 아즈마 사에코) - 사회운동가

이주완의 외동딸이다. 유부남인 최도영에게 호감을 갖고 있으나, 이성적인 호감인지 정의로운 최도영에 대한 존경심인지는 불분명하다. 의료소송에 관여하면서 장준혁과 갈등관계를 이루게 된다.
- 김보경 : 강희재 역 (원작 하나모리 게이코) - 와인바 운영

장준혁을 가장 잘 이해하고 진심으로 사랑했지만 소유하려고 하지는 않는다. 내연녀라는 상황 때문에 장준혁의 마지막 모습도 보지 못한 채 슬퍼한다. 정신적 교류만 있는 것으로 보이지는 않는다. 2회에서 방영된 베드신으로 보아 단순한 정신적 사랑만을 추구한 사이로 보기는 힘들다. 명인대학교병원 인근에서 와인바를 운영한다. 의과대학 중퇴생(방영전 시놉시스에서)이기 때문에 의사들과 말이 잘 통하고, 외모도 뛰어나기 때문에 명인대학교병원 의사들이 많이 찾는다. 그래서 장준혁의 스파이 노릇도 하게 된다.

### 명인대 실세
- 이정길 : 이주완 역 (원작 아즈마 데이조) - 명인대학교병원 일반외과 정교수 (과장) → 명예교수

외과수술의 천재라고 불리는 장준혁에게 열등감을 가지고 있어, 10여년간 자신을 충실히 모신 장준혁을 내치고 학교 후배인 노민국을 후임으로 앉히려고 한다. '영국 신사'로 불릴 정도로 예의와 겉치레를 중요시 하지만, 뒤로는 외과장직을 팔아 산재병원장이 되려고 하는 등 치사한 짓을 하며, 자신을 따르는 자에게는 강한 체 하지만 권력 앞에서는 매우 약하다. 외과학회장인 오남기와 결탁하여 학교 후배인 노민국을 외과과장으로 만들어 주는 대신 은퇴 후 산재병원장으로 가기로 했으나 실패하고 만다. 그 뒤에 사회운동가인 딸 이윤진 때문에 내정이 추진중이던 또 다른 병원장 자리마저 잃고 딸과 싸우게 된다. 그러나 후반부에는 딸을 보며 자신을 창피하게 생각하여 장준혁의 의료사고에 원고측(피해자 측) 증인으로 출석하게 된다. 장준혁에게 본인의 치료를 부탁받았을 때 거부하지 않고(병이 너무 진행되어 치료하는 데에는 실패했지만) 성심성의껏 치료를 한다.
- 김창완 : 우용길 역 (원작 우가이) - 명인대학교병원 소화기내과장 겸 진료부원장

병원 최고의 권력자. 처음에는 장준혁을 마음에 들어하지 않아 이주완 퇴직 후 전주분원으로 내쫓으려 했으나, 명인대학교 의과대학 동창회장인 유필상이 장준혁을 도와주면 이사장을 설득해 병원장 선거에 도움을 주겠다고 설득하자 장준혁을 돕기로 한다. 장준혁이 과장에 당선된 이후 도와주었다는 핑계로 일반외과를 막후에서 조종하려 한다.
- 변희봉 : 오경환 역 (원작 오오코치) - 명인대학교병원 해부병리과 석좌교수

장준혁과 최도영의 스승. 모든 명인대학교병원 의사들에게 존경받으며, 심지어 연구의들 간에는 종교적인 수준의 존경을 받는 인물이다. 주관이 뚜렷하며 청렴결백하여서 아들이 사업에 실패하여 상당한 빚을 져서 퇴직금까지 미리 끌어다 쓴 상황임에도 불구하고, 유필상의 뇌물을 받지 않는다. 오히려 뇌물을 주려 했다며 불같이 화를 내고 장준혁을 더욱 싫어하게 된다. 제자인 장준혁과 연관된 의료사고 피해자의 부검을 실시하고 중립적인 입장에서 증인으로 참석하여 사실 그대로 증언한다. 장준혁이 죽은 이후 장준혁의 유언에 따라 기증한 시신을 의학 연구용으로 해부하게 된다.

### 장준혁의 가족
- 정한용 : 민충식 역 (원작 자이젠 마타이치) - 정형외과 의원 운영

장준혁을 물심양면으로 도와주는 인물이며, 장인이기도 하다. 돈이면 다 된다는 생각을 가지고 있지만, 마지막에 보면 단순히 장준혁이 전도유망한 의사라 딸과 결혼시킨 것은 아닌 것 같다. 장준혁이 바람을 피우고 있다는 사실을 눈치챈 것 같기도 하다.
- 임성언 : 민수정 역 (원작 자이젠 쿄코) - 연분홍회 총무

장준혁의 아내로, 철 없는 부잣집 딸이지만 눈치가 빠르다. 마지막회의 모습으로 보아 장준혁을 진심으로 사랑했던 것으로 보인다. 부원장인 우용길의 부인과 죽이 맞아 잘 붙어다닌다.
- 정영숙 : 장준혁 어머니 역 (원작 구로카와 기누) - 장준혁의 어머니

남편을 잃고 아들을 혼자 키워서 출세시켰으나, 그 덕을 보려하기보다는 아들이 일하는 데 짐이 되기 싫어 시골에서 혼자 생활중이다. 아들이 보내주는 돈도 거의 쓰지 않고 저축해 두는 것 같다.

### 병원 사람들
- 기태영 : 염동일 역 (원작 야나기하라 히로시) - 명인대학교병원 일반외과 레지던트 1년차

마음이 약하고 다소 우유부단하다. 의료사고 피해자의 주치의였다. 장준혁에게 환자의 이상 상태에 대해서 지속적인 보고를 하지만, 장준혁이 무시하자 최도영에게 도움을 요청하게 되는데, 이때 자기 과장을 믿지 못하고 다른 과 의사에게 도움을 요청했다는 이유로 상당한 질책을 받게 된다. 결국 나중에 의료과실 재판에서 피고측 증인으로 출정하여 장준혁에 유리한 증언을 함으로써 병원에서 장래를 보장받지만, 결국 양심의 가책을 느껴 양심선언을 하며 병원을 관둔다. 막내라는 이유로 장준혁이 염동일을 많이 챙긴다는 것을 곳곳에서 볼 수 있는데, 그 때문인지 병원에서 미움받는 입장임에도 불구하고, 주변의 눈총을 받으면서도 장준혁의 병문안을 가기도 한다.
- 이승민 : 하은혜 역 - 명인대학교병원 소화기내과 전임의

염동일의 선배이며, 과는 다르지만 염동일이 짝사랑하는 대상이다. 소화기내과 부교수인 최도영을 존경하고 일밖에 모르는 최도영을 많이 챙겨준다. 염동일이 피고측 증인으로 출석하였을 때 갈등하는 그를 보며 안타까워하는데 그 모습을 보며 동일이 양심의 가책을 느껴 양심선언을 하게 되고 그 뒤에는 염동일에게 상당한 호감을 갖게 된 것으로 보인다.
- 이희도 : 유필상 역 (원작 이와타 주키치) - 의사 협회장, 명인대학교 의과대학 동창회장

장준혁의 장인인 민충식, 명인대학교병원 부원장인 우용길과 절친한 사이다. 의사협회장이며 동창회장이기 때문에 발이 넓고 사교성이 뛰어나기 때문에 정보력도 있고, 그를 이용한 권력도 상당하다. 우용길을 나중에 병원장으로 만들어주기로 약속할테니 일단 장준혁을 도와달라고 설득한다. 참고로 등산을 좋아한다.
- 장소연 : 유미라 역 (원작 가메야마 기미코) - 명인대학교병원 외과 병동 간호사

의료사고 당시 환자의 담당 간호사였으나, 임신을 하게 되어 병원을 퇴직한다. 원고측에서 증인으로 출석해 달라는 요청을 받았는데 처음에는 외과의 가족같은 모습에 그냥 묻어두기로 하지만, 피고측 변호사가 입을 다물라며 뇌물을 주자 환멸을 느껴 원고측 증인으로 출석한다. 그 뒤에 병원측이 남편의 직장에 압력을 가해 남편을 실직하게 만드는 등의 행동을 해서 더욱 화가 나서 재판에 열의를 보인다.
- 한상진 : 박건하 역 (원작 쓰쿠다 도모히로) - 명인대학교병원 일반외과 의국장 → 조교수

장준혁의 신임을 받으며 눈치가 빠르고 행동력이 있으며, 장준혁에게 절대적인 충성을 바친다. 장준혁을 일반외과장으로 만드는 데 막후에서 많은 노력을 하며, 일반외과 의국의 군기대장 역할을 한다. 장준혁이 일반외과장이 되자 그 공적을 인정받아 임상조교수에 임명된다.
- 김용민 : 함민승 역 (원작 안자이) - 명인대학교병원 일반외과 의국원 → 의국장

박건하와 같이 장준혁의 신임을 받아 박건하의 후임으로 의국장에 임명된다. 박건하보다 주관이 있고 정이 많은 편으로, 장준혁의 의료과실에 대해서 피고측(장준혁 측) 증인으로 출석하지만 자신의 정의롭지 못한 행동에 대해서 후회하면서 뒤에서 눈물을 흘리기도 한다.
- 박광정 : 박창식 역 (원작 노사카) - 명인대학교병원 정형외과장

자신의 이익을 위해서 이리저리 붙어다니는 박쥐 같은 인물. 과장선거 당시에 장준혁의 표를 깎아먹을 것이 분명한, 문상명을 과장선거에 내보낸다. 사실 정말 문상명을 과장으로 만들려고 하기보다는 우용길파(장준혁)의 힘을 깎아 이주완파(노민국)의 세력을 비슷하게 만듦으로써, 양쪽 파벌에 자기 파벌의 9명의 과장들의 표를 팔아먹기 위함이다. 결국 세력이 더 강한 우용길파에 붙어서 표를 장준혁 쪽에 7:2로 몰아준다. 그런데 그 상황에서조차 이주완파에 가서 안되는 줄 알면서도 '나는 약속을 지켰는데 왜 졌는지 모르겠다'라면서 혹시나 약속했던 것을 주지 않을까 찔러보기도 하는 등 사실상 가장 교활한 인물이다.
- 박혁권 : 홍상일 역 (원작 가나이 다쓰오) - 명인대학교 일반외과 임상조교수 → 부교수

이주완 과장의 신임을 받으면서 장준혁과도 원만한 관계를 유지하는 인물이다. 이주완 퇴임 후에도 종종 찾아간 유일한 인물이기도 하면서도 장준혁이 제주외과학회의 출장 때도 과장 대행을 하였다는 것이 그 사실을 증명한다. 한때 장준혁 체제에서 위기도 오기는 했지만 그 처세술로 위기를 극복한다. 처세술이 뛰어난 인물이기는 하지만, 실력도 있고 처세술로 돈과 권력만 밝히는 타입은 아니다.
- 조문의 : 하익현 역 (원작 하야마) - 명인대학교병원 산부인과장

진료부원장인 우용길의 충실한 부하이지만, 계략을 짜거나 하는 데 상당히 미숙하여 우용길에게서 무식하다는 얘기를 종종 듣는다. 그러나 우용길도 그를 신뢰하는지, 그를 행동대장으로 활용한다. 반면, 과장급임에도 불구하고 중요한 역할을 맡기지도 않고 그 이상으로는 대우를 받지 못한다.
- 손호균 : 유정진 역 - 명인대학교병원 흉부외과장

이주완의 오른팔로, 우직한 면이 있으면서도 이주완을 위해서라면 뭐든지 하는 인물이다. 이주완이 하는 뒤가 구린 짓을 대신 처리해주는 행동대장의 역할도 한다.

### 의료사고 관련자들
- 김도연 : 권순일의 아내 역
- 최범호 : 권순일 역
- 손병호 : 김훈 변호사 역 (원작 세키구치 히토시) - 인권변호사

장준혁의 의료사고 재판에서 원고측 변호를 맡아 장준혁과 대립한다.
- 장현성 : 조명준 변호사 역 (원작 고노 쇼토쿠) - 장준혁의 2심 변호사

항소심에서 장준혁의 변호를 맡는다.
- 정경호 : 권순일의 동생 권순길 역
- 이무생 : 권순일의 아들 역
- 최용민 : 윤석창 변호사 역

법무법인 진영의 변호사로 장준혁의 의료사고 법무팀
- 이인철 : 고창길 변호사 역
- 김정학 : 이재명 변호사 역

### 그 외 인물
- 박영지 : 오남기 역 - 한국외과학회장

명인대학교 일반외과장에 자신의 후배인 노민국을 내보내지만, 결국 장준혁에게 패해서 장준혁을 싫어하게 된다. 그러나 맥캘런 세계외과학회장의 부인 엘렌 여사가 위험한 수술을 거부하고 있다는 사실을 접한 장준혁이, 맥캘런 세계외과학회장을 설득해 주면 자신이 치료를 할 테고, 결국 오남기가 세계외과학회장이 되는 데 도움이 될 것이고, 대신 그렇게 된다면 한국외과학회장 자리를 넘겨달라고 설득하자 그에 혹해서 장준혁의 러닝메이트가 된다. 결국 장준혁의 수술은 성공하였지만, 장준혁이 죽어버려서 세계학회장이 되었는지는 알 수 없다.
- 남윤정 : 김영아 역 (원작 아즈마 마사코)

이주완의 아내이며, 이주완보다 더 권력의 욕심이 있어 사회운동가인 딸이 이주완의 경력에 흠이 된다고 싫어할 정도이다. 연분홍회에서 퇴출당하고, 남편은 갈수록 퇴물취급을 받자 장준혁을 증오한다.
- 양희경 : 우용길 부원장 부인 홍성희 역 (원작 우가이 부인) - 명인대학교병원 교수 부인회 연분홍회 회장

우용길의 아내이며, 남부러울 게 없는 권력자의 아내지만 남편의 말에는 꼼짝 못한다. 총무인 민수정과는 죽이 잘 맞아 붙어다닌다.
- 윤예리 : 최도영 부인 역 (원작 사토미 미치요)

최도영의 모든 것을 사랑하고 용서할 줄 아는 여자. 교수부인회인 연분홍회에도 참석하지 않는 등 최도영과 마찬가지로 아웃사이더 같은 존재다.
- 이지은(아역) : 진주 역 (원작 고니시 기쿠) - 명인대학교병원 소아병동환자

마술을 좋아하는 평범한 아이지만 소아암 말기이다. 최도영은 그를 고치려고 백방으로 노력하지만 결국 실패하고 만다. 이윤진이 진주가 사망할 때 마술사를 초빙하여 마술을 보여준다.
- 한다민
- 이라혜(아역) : 최미나 역 - 최도영의 딸
- 이도아
- 맹봉학
- 조선옥
- 손영순 : 췌장암 환자 역
- 사희
- 박성균
- 박팔영
- 전해룡

### 특별출연
- 김현철
- 박희진
- 홍경민

## 제작진
- 기획 : 조중현 (MBC 드라마운영팀)
- 제작 : 박창식
- 프로듀서 : 배익현
- 촬영 : 김세홍, 이태희
- 조명 : 이정학
- 동시녹음 : 신동훈
- 미술감독 : 이항
- 음악 : 이시우
- 편집 : 조은경
- 극본 : 이기원
- 연출 : 안판석 (MBC 드라마본부)

## 시청률
최저 시청률과 최고 시청률은 시청률 조사회사와 지역별로 시청률에 차이가 있을 수 있습니다.
| 2007년      | 2007년      | 2007년         | 2007년       |
| 회차        | 방송일      | AGB 시청률     | AGB 시청률   |
| 회차        | 방송일      | 대한민국(전국) | 서울(수도권) |
| ----------- | ----------- | -------------- | ------------ |
| 제1회       | 1월 6일     | 11.9%          | 12.0%        |
| 제2회       | 1월 7일     | 11.8%          | 11.6%        |
| 제3회       | 1월 13일    | 10.7%          | 11.7%        |
| 제4회       | 1월 14일    | 12.5%          | 12.4%        |
| 제5회       | 1월 20일    | 11.8%          | 12.5%        |
| 제6회       | 1월 21일    | 12.2%          | 12.4%        |
| 제7회       | 1월 27일    | 13.3%          | 14.2%        |
| 제8회       | 1월 28일    | 12.9%          | 12.8%        |
| 제9회       | 2월 3일     | 14.9%          | 16.2%        |
| 제10회      | 2월 4일     | 15.1%          | 15.4%        |
| 제11회      | 2월 10일    | 14.8%          | 14.8%        |
| 제12회      | 2월 11일    | 15.3%          | 14.5%        |
| 제13회      | 2월 17일    | 12.6%          | 12.8%        |
| 제14회      | 2월 18일    | 11.6%          | 11.3%        |
| 제15회      | 2월 24일    | 14.8%          | 15.6%        |
| 제16회      | 2월 25일    | 17.0%          | 18.0%        |
| 제17회      | 3월 3일     | 14.8%          | 15.2%        |
| 제18회      | 3월 4일     | 18.9%          | 19.8%        |
| 제19회      | 3월 10일    | 17.3%          | 18.0%        |
| 제20회      | 3월 11일    | 20.8%          | 21.7%        |
| 평균 시청률 | 평균 시청률 | 14.3%          | 14.6%        |

## 사운드 트랙
| #            | 제목                                                                | 작곡         | 재생 시간 |
| ------------ | ------------------------------------------------------------------- | ------------ | --------- |
| 1.           | 〈하얀거탑〉                                                        | 이시우       | 3:07      |
| 2.           | 〈The Great Surgeon〉                                               | 이시우       | 3:59      |
| 3.           | 〈Pavilion〉                                                        | 김수진       | 2:38      |
| 4.           | 〈날개〉 (MJ)                                                       |              | 2:31      |
| 5.           | 〈소나무〉 (바비 킴)                                                |              | 4:28      |
| 6.           | 〈Green Winter〉                                                    | 조윤정       | 2:49      |
| 7.           | 〈La voie de la Justice〉                                           | 박정환       | 2:41      |
| 8.           | 〈체온〉 (장혜진)                                                   |              | 4:33      |
| 9.           | 〈비명〉 (먼데이 키즈)                                              |              | 3:37      |
| 10.          | 〈Last Stand〉                                                      | 이시우       | 2:57      |
| 11.          | 〈아직 수술은 끝나지 않았습니다! (대사)〉 (김명민)                  |              | 0:07      |
| 12.          | 〈B Rossette〉                                                      | 김수진       | 2:32      |
| 13.          | 〈최교수... (대사)〉 (변희봉, 이선균)                               |              | 0:34      |
| 14.          | 〈小醫治病 中醫治人 大醫治國〉                                      | 김형준       | 2:55      |
| 15.          | 〈설명 좀 해주세요... (대사)〉 (양희경, 임성언)                     |              | 0:25      |
| 16.          | 〈바보산수〉                                                        | 조윤정       | 1:53      |
| 17.          | 〈의사 가운 벗길 수 있다는 것 아나? (대사)〉 (김명민, 김창완)       |              | 0:34      |
| 18.          | 〈하얀슬픔〉                                                        | 조윤정       | 1:51      |
| 19.          | 〈오빠! 희재가 누구야?〉                                            | 조윤정       | 1:18      |
| 20.          | 〈수술은 여기서 내가 통제 하겠네! (대사)〉 (김명민, 차인표, 이정길) |              | 1:17      |
| 21.          | 〈Doct to Mucosa〉                                                  | 조윤정       | 2:39      |
| 22.          | 〈In Honour〉                                                       | 이시우       | 4:15      |
| 총 재생 시간 | 총 재생 시간                                                        | 총 재생 시간 | 53:40     |

## 수상 경력
- 2007년 MBC 연기대상 남자 최우수상 - 김명민
- 2007년 MBC 연기대상 미니시리즈 부문 황금 연기상 - 이선균
- 2007년 MBC 연기대상 PD상 - 김창완
- 2007년 제43회 백상예술대상 TV부문 남자 최우수연기상 - 김명민
- 2007년 제43회 백상예술대상 TV부문 연출상 - 안판석
- 2007년 제20회 그리메상 최우수남자연기자상 - 김명민
- 2008년 제20회 한국PD대상 탤런트부문 출연자상 - 김명민

## 촬영 장소

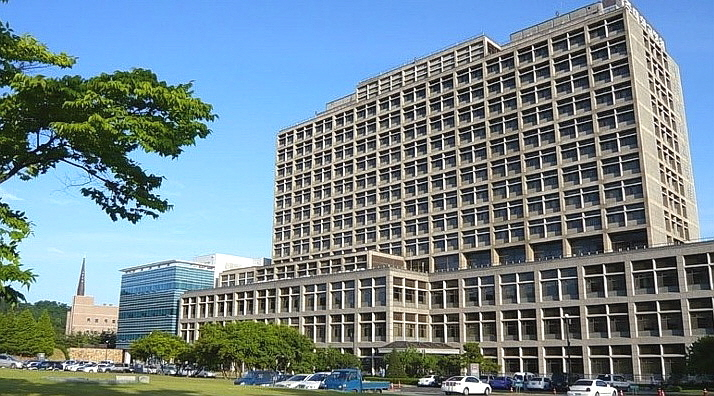
아주대학교 병원

- 극 중에서 방송된 명인대학교 병원은 경기도 수원시에 위치한 아주대학교 병원에서 촬영되었다. 일부는 순천향대학교 부천병원에서도 촬영되었다.

## 재방송 시 결방 및 연속 방송
- 2018년 2월 8일 : 10시 5분부터 특집 《MBC 뉴스데스크》 편성으로 결방
- 2018년 2월 12일 : 8시 55분부터 2018년 동계 올림픽 중계 편성으로 인해 11시부터 19~20회 연속
- 2018년 2월 13일 : 6시부터 2018년 동계 올림픽 중계 편성으로 인해 10시 45분부터 21~22회 연속
- 2018년 2월 14일 ~ 15일 : 2018년 동계 올림픽 중계 편성으로 결방
- 2018년 2월 19일 ~ 22일 : 2018년 동계 올림픽 중계 편성 등으로 결방
- 2018년 2월 28일 ~ 3월 1일 : 앙코르 특집극 《절정》 2부작 편성[3]으로 결방

## 참고 사항
- 당초 월화 드라마 《주몽》 후속작으로 기획되었으나 주몽의 편성 연장[4]으로 《환상의 커플》 후속작이 되면서 캐스팅 및 촬영 지연이 생기자 앞서 4부작 특집 드라마 《기적》을 우선 편성하고 첫 방영일이 2007년 1월 6일로 최종 확정되었다.[5]
- 차승원이 장준혁 역으로 낙점되었으나[6] 담당 PD(안판석)의 영화감독 데뷔작이었던 국경의 남쪽 흥행 실패에 따른[7] 충격 탓인지 고사했다.
- 최용민 (윤석창 변호사 역)의 불미스러운 일로 인해 2018년 3월 7일 재방영분부터 최용민의 부분이 편집되어 방송되었다.[8]

## 같이 보기
- 《하얀 거탑》 : 2003년 동명의 소설을 원작으로 일본에서 제작된 드라마이다.